# Ögatjärnen (Älvros socken, Härjedalen, vid Andåsen)
Ögatjärnen är en sjö i Härjedalens kommun i Härjedalen och ingår i Ljusnans huvudavrinningsområde.